# Katherine Jane Humphries
Katherine Jane Humphries (* 9. November 1948) ist emeritierte englische Professorin für Wirtschaftsgeschichte an der Universität Oxford, Fellow am All Souls College und Centennial Professor für Wirtschaftsgeschichte an der London School of Economics and Political Science.
Ihre besondere Interessen sind Arbeitsmärkte, Industrialisierung und die Verbindungen zwischen Familie und Wirtschaft. Geforscht hat sie zu Löhnen, Familie, Lebensstandard und der Geschichte der Frauenarbeit.

## Beruflicher Werdegang
1970 erreichte sie den Bachelorabschluss in Wirtschaftswissenschaften am Newnham College, Cambridge. Im Anschluss absolvierte sie bis 1973 den Master- und Doktorgrad an der Cornell University im Bundesstaat New York. Von 1973 bis 1979 war sie Assistant Professor an der University of Massachusetts Amherst und später Associate Professor. Sie war Lecturer an der University of Cambridge und Fellow am Newnham College. 1993 war Humphries Visiting Fellow am Center for Population and Development an der School of Public Health der Harvard University. 1995 kehrte sie als Reader in Wirtschaftswissenschaften und Wirtschaftsgeschichte an das Newnham College zurück. Sie wurde, als dritte Frau überhaupt in der Fakultät, Reader in Wirtschaftsgeschichte und Fellow am All Souls College der University of Oxford. 2004 wurde sie zur Professorin für Wirtschaftsgeschichte am All Souls College ernannt und 2012 als Fellow in die British Academy gewählt. 2018, nach ihrer Emeritierung von der Universität Oxford, erhielt sie den Titel „Centennial Professor“ für Wirtschaftsgeschichte an der London School of Economics.
Humphries war Präsidentin der Economic History Society, Vizepräsidentin der Economic History Association, Herausgeberin des „Economic History Review“ und langjähriges Mitglied in den Herausgebergremien mehrerer führender Zeitschriften, unter anderem des Journal of Economic History und der Explorations in Economic History.

## Positionen und Forderungen
Humphries stellt im Artikel „Enclosures, Common Rights and Women: The Proletarianization of Families in late Eighteenth and early Nineteenth Century Britain“ (1990) heraus, dass die sogenannten „Common rights“ in England im 18. Jahrhundert für die arbeitende Bevölkerung entgegen der verbreiteten Sichtweise sehr wohl bedeutende Auswirkungen hatten. Insbesondere das Recht auf Weide, Holz- und Nahrungssammeln auf Gemeindeland stellte ihr zufolge für viele Familien eine wichtige Subsistenzgrundlage dar. Sie fordert eine stärkere Berücksichtigung sozialer und geschlechtsspezifischer Auswirkungen politischer und ökonomischer Reformen und kritisiert, dass die Rolle von Frauen bei der Sicherung des Familieneinkommens in der ökonomischen und historischen Literatur oft unterschätzt wird.
Im Artikel „Unreal Wages? Real Income and Economic Growth in England, 1260–1850“ (2018; zusammen mit Jacob Weisdorf) stellen die Autoren grundlegende Annahmen über die Entwicklung der Arbeitereinkommen und des Wirtschaftswachstums in England infrage. Sie kritisieren bisherige Schätzungen der jährlichen Arbeitereinkommen, da diese meist auf Tagelöhnen ohne Berechnung der Anzahl der Arbeitstage im Jahr basieren und plädieren dafür, die Veränderungen der Arbeitszeit und -intensität stärker in die Analyse des Wirtschaftswachstums einzubeziehen. Sie vertreten die These, dass das moderne Wirtschaftswachstum in England nicht erst im 19. Jahrhundert, sondern bereits im 17. Jahrhundert begann. Dies relativiert die Bedeutung der Industriellen Revolution als alleiniger Wachstumsmotor und betont die Rolle der Arbeitsintensivierung und des Konsums.

## Veröffentlichungen
- Gender and economics. Aldershot, England: Brookfield 1995. ISBN 978-1-85278843-8.
- Childhood and Child Labour in the British Industrial Revolution. Cambridge University Press 2010. ISBN 978-0-51178045-5
- Careworn: The Economic History of Caring Labor.The Journal of Economic History, Vol. 84, Issue 2, Juni 2024, S. 319–351. DOI: https://doi.org/10.1017/S0022050724000147

## Auszeichnungen
- Für den Artikel „Enclosures, Common Rights and Women: The Proletarianization of Families in late Eighteenth and early Nineteenth Century Britain“ (1990) wurde sie  1990 mit dem Arthur H. Cole Prize ausgezeichnet.[1]

- Für das Buch „Childhood and Child Labour in the British Industrial Revolution“ (2010), das anhand quantitativer und qualitativer Methoden Aspekte des Lebens von Kindern beleuchtet, wurde sie 2011 mit dem Gyorgi Ranki Prize der Economic History Association ausgezeichnet.[2] Diese Buch  war die Grundlage für die BBC4-Dokumentation „The Children Who Built Victorian Britain“, die Humphries mitverfasste und die 2012 mit dem International History Makers Award für das beste Geschichtsprogramm ausgezeichnet wurde.[2]
- Humphries erhielt 2016 die Ehrendoktorwürde der Universität Uppsala und 2018 der Universität Sheffield.[1]
- Außerdem wurde sie 2018 mit dem CBE für ihre Verdienste um die Sozialwissenschaften und die Wirtschaftsgeschichte ausgezeichnet.[2]
- Der gemeinsam mit Jacob Weisdorf verfasste Artikel „Unreal Wages? Real Income and Economic Growth in England, 1260–1850“ (2018) wurde 2019 mit dem Royal Economic Society Prize ausgezeichnet.[4]
- 2025 wurde Humphries als Trägerin des zweiten Alice Murray Award ausgezeichnet.[5]